# De Bunschoter en Duister Uitwatering in Zee
Het waterschap De Bunschoter en Duister Uitwatering in Zee was een klein waterschap in de gemeente Bunschoten, in de Nederlandse provincie Utrecht. Het was in 1862 gevormd ter verbetering van de afwatering in het gebied rond Bunschoten en Duist op de Zuiderzee.